# Велизар Лазаров
Велизар Манолов Лазаров е български офицер, генерал от пехотата. Председател на БОК.

## Биография
Велизар Лазаров е роден на 8 септември 1868 г. в Ловеч. Син е на просветния деец Манол Лазаров. Участва в като доброволец в Сръбско-българската война (1885). Постъпва във Военното училище (София) и го завършва през 1889 г. с военно звание подпоручик. Служи в пехотата. На 2 август 1892 г. е повишен в звание поручик, а през 1899 г. в капитан. От 1900 г. командва рота в 1--ви пехотен софийски полк, а от 1909 служи във военното училище. На 14 април 1910 г. е повишен в звание майор.
През Балканската война (1912 – 1913) е командир на 3-та дружина от 14-и пехотен македонски полк на 7-а дивизия. През 1913 година той е командир на дружината, сформирала българския гарнизон на Солун. По време на Междусъюзническата война, след смазването на съпротивата на дружината, е пленен и заточен от гърците. След това е освободен. На 1 април 1914 г. е повишен в звание подполковник.
По време на Първата световна война (1915 – 1918) е комендант на София. От 1916 г. е командир на 1-ви пехотен софийски полк, с който се сражава в Добруджа, а през следващите години на Южния фронт. От 16 март 1917 г. е полковник, а от 25 октомври 1920 г. е генерал-майор. След войната командва 1-ва пехотна софийска дивизия.
Лазаров е активен участник във Военния съюз и е уволнен от армията на 26 октомври 1920 година при опитите на министър-председателя и военен министър Александър Стамболийски да ликвидира съюза. Участва в преврата на 9 юни 1923 г.. Назначен за началник на Софийския гарнизон (1923 – 1929). От 1924 г. е началник на Военното училище, а от 1927 г. е началник на 1-ва военноинспекционна област. Генерал-лейтенант от 26 декември 1925 г., генерал от пехотата от 11 септември 1929 г. Уволнен е от служба през 1929 г.
От 16 ноември 1929 г. е председател на БОК. Организира първата балканиада през септември 1931 в София.
В периода 1930 – 1932 г. е председател на Съюза на запасните офицери. По време на военната си кариера служи в 1-ва бригада от 1-ва пехотна софийска дивизия, 38-и пехотен полк, като инструктор на погранични войски.
Женен е и има 4 деца. Синът му Лазар Лазаров е осъден по процеса срещу Военния съюз и по-късно е предложен за помилване.
Генерал от пехотата Велизар Лазаров умира на 6 април 1941 г. в София.

## Военни звания
- Подпоручик (18 май 1889)
- Поручик (2 август 1892)
- Капитан (1899)
- Майор (14 април 1910)
- Подполковник (1 април 1914)
- Полковник (16 март 1917)
- Генерал-майор (25 октомври 1920)
- Генерал-лейтенант (26 декември 1925)
- Генерал от пехотата (11 септември 1929)

## Награди
- Орден „За храброст“ IV степен, 2-ри клас;
- Орден „Св. Александър“ I степен;
- Орден „За военна заслуга“ 5-и клас на обикновена лента;
- Орден „За заслуга“ на обикновена лента.